# جاذوب مسلط
جاذوب مسلط الظفيري لاعب كرة قدم سعودي ، يلعب كلاعب وسط في نادي القادسية.